# Distrikt Charaideo
Charaideo ist ein Distrikt im indischen Bundesstaat Assam. Sitz der Verwaltung ist Sonari.

## Geschichte
Der Distrikt wurde 2015 aus Teilen des Distrikts Sivasagar geschaffen. Damals spalteten sich die Circles (Kreise) Mahmora und Sonari vom Distrikt Sivasagar ab und bildeten den neuen Distrikt Charaideo.

## Bevölkerung
Nach der Volkszählung 2011 hat der Distrikt Charaideo 458.615 Einwohner. Bei 429 Einwohnern pro Quadratkilometer ist der Distrikt sehr dicht besiedelt. Der Distrikt ist dennoch ländlich geprägt. Von den 458.615 Bewohnern wohnen 428.892 Personen (93,52 %) auf dem Land und 29.723 Menschen in städtischen Gemeinden.
Der Distrikt Charaideo gehört zu den Gebieten Indiens, die von einer geringen Anzahl von Angehörigen der „Stammesbevölkerung“ (scheduled tribes) besiedelt sind. Zu ihnen gehörten (2011) 11.705 Personen (2,55 Prozent der Distriktsbevölkerung). Es gibt zudem 7.500 Dalits (scheduled castes) (1,64 Prozent der Distriktsbevölkerung) im Distrikt.

### Bevölkerungsentwicklung
Wie überall in Indien wächst die Einwohnerzahl im Distrikt Charaideo seit Jahrzehnten stark an. Die Zunahme betrug in den Jahren 2001–2011 10,5 Prozent (10,53 %). In diesen zehn Jahren nahm die Bevölkerung um über 43.000 Menschen zu. Die Entwicklung verdeutlicht folgende Tabelle:

### Bedeutende Orte
Im Distrikt gibt es mit dem Distriktshauptort Sonari nur einen Ort mit mehr als 10.000 Einwohnern. Die Orte Moranhat und Sepon zählen allerdings auch als Städte (notified towns).

### Bevölkerung des Distrikts nach Geschlecht
Der Distrikt hatte 2011 – für Indien üblich – mehr männliche als weibliche Einwohner. Allerdings war das Verhältnis beider Geschlechter viel ausgeglichener als in anderen Regionen Indiens. Von der gesamten Einwohnerschaft von 458.615 Personen waren 234.543 (51,14 Prozent der Bevölkerung) männlichen und 224.072 weiblichen Geschlechts. Bei den jüngsten Bewohnern (60.889 Personen unter 7 Jahren) sind 31.005 Personen (50,92 %) männlichen und  Personen (49,08 %) weiblichen Geschlechts.

### Bevölkerung des Distrikts nach Sprachen
Die Bevölkerung des Distrikts Charaideo ist sprachlich gemischt. Dennoch wird Assami von einer klaren Mehrheit der Bevölkerung gesprochen. Es folgen die Hindusprache Sadan/Sadri, Bengali und Odia mit jeweils mehr als 10.000 Sprechern. Die weitverbreitetsten Sprachen zeigt die folgende Tabelle:
| Jahr                                   | Assami  | Assami | Sadan/Sadri | Sadan/Sadri | Bengali | Bengali | Odia   | Odia | Hindi | Hindi | Nepali | Nepali | Santali | Santali | Bhojpuri | Bhojpuri | Miri  | Miri | Oraon | Oraon | Total   | Total    |
| Jahr                                   | Zahl    | %      | Zahl        | %           | Zahl    | %       | Zahl   | %    | Zahl  | %     | Zahl   | %      | Zahl    | %       | Zahl     | %        | Zahl  | %    | Zahl  | %     | Zahl    | %        |
| -------------------------------------- | ------- | ------ | ----------- | ----------- | ------- | ------- | ------ | ---- | ----- | ----- | ------ | ------ | ------- | ------- | -------- | -------- | ----- | ---- | ----- | ----- | ------- | -------- |
| 2011                                   | 345.505 | 75,34  | 35.935      | 7,84        | 19.738  | 4,30    | 14.955 | 3,26 | 8.956 | 1,95  | 6.362  | 1,39   | 3.897   | 0,85    | 3.375    | 0,74     | 2.591 | 0,56 | 2.305 | 0,50  | 458.615 | 100,00 % |
| Quelle: Ergebnis der Volkszählung 2011 |         |        |             |             |         |         |        |      |       |       |        |        |         |         |          |          |       |      |       |       |         |          |

### Bevölkerung des Distrikts nach Bekenntnissen
Die Hindus sind die klare Bevölkerungsmehrheit. In beiden Circles gibt es eine deutliche Überzahl an Hindus. Die Christen und Muslime sind in beiden Circles etwa gleich stark vertreten. Dagegen konzentrieren sich die Anhänger traditioneller Religionen (unter Andere aufgeführt) auf den Circle Mahmoda und die Buddhisten auf den Circle Sonari. Die genaue religiöse Zusammensetzung der Bevölkerung zeigt folgende Tabelle:
| Jahr                                   | Buddhisten | Buddhisten | Christen | Christen | Hindus  | Hindus | Jainas | Jainas | Muslime | Muslime | Sikhs | Sikhs | Andere | Andere | keine Angaben | keine Angaben | Total   | Total    |
| Jahr                                   | Zahl       | %          | Zahl     | %        | Zahl    | %      | Zahl   | %      | Zahl    | %       | Zahl  | %     | Zahl   | %      | Zahl          | %             | Zahl    | %        |
| -------------------------------------- | ---------- | ---------- | -------- | -------- | ------- | ------ | ------ | ------ | ------- | ------- | ----- | ----- | ------ | ------ | ------------- | ------------- | ------- | -------- |
| 2011                                   | 3.381      | 0,73       | 24.407   | 5,32     | 403.822 | 88,05  | 109    | 0,02   | 20.189  | 4,40    | 414   | 0,09  | 5.876  | 1,28   | 417           | 0,09          | 458.615 | 100,00 % |
| Quelle: Ergebnis der Volkszählung 2011 |            |            |          |          |         |        |        |        |         |         |       |       |        |        |               |               |         |          |

## Bildung
Dank bedeutender Anstrengungen steigt die Alphabetisierung. Sie ist dennoch tief, da nur knapp 74 Prozent der Einwohner lesen und schreiben können. Im städtischen Bereich können immerhin über 88 Prozent lesen und schreiben. Auf dem Land dagegen sind nur knapp 73 Prozent. Typisch für indische Verhältnisse sind die starken Unterschiede zwischen den Geschlechtern und der Stadt-/Landbevölkerung.
| Alphabetisierung im Distrikt Charaideo |                   |                   |
| Einheit                                | Volkszählung 2011 | Volkszählung 2011 |
| Einheit                                | Anzahl            | Anteil            |
| GESAMT                                 | 294.762           | 74,11 %           |
| Männer                                 | 164.957           | 81,04 %           |
| Frauen                                 | 129.805           | 66,85 %           |
| STADT GESAMT                           | 23.498            | 88,35 %           |
| Stadt-Männer                           | 12.616            | 91,56 %           |
| Stadt-Frauen                           | 10.882            | 84,90 %           |
| LAND GESAMT                            | 271.264           | 73,09 %           |
| Land-Männer                            | 152.341           | 80,28 %           |
| Land-Frauen                            | 118.927           | 65,57 %           |
| Quelle: Ergebnis der Volkszählung 2011 |                   |                   |

## Verwaltungsgliederung
Der Distrikt war bei der letzten Volkszählung 2011 in zwei Circles (Kreise) (innerhalb des Distrikts Sivasagar) aufgeteilt.
| Bevölkerung in den Circles |         |         |         |         |
|                            | Mahmora | Mahmora | Sonari  | Sonari  |
| Anzahl                     | Anteil  | Anzahl  | Anteil  |         |
| GESAMT                     | 133.559 | 100 %   | 325.056 | 100 %   |
| Männer                     | 68.089  | 50,98 % | 166.454 | 51,21 % |
| Frauen                     | 65.470  | 49,02 % | 158.602 | 48,79 % |
| Stadt                      | 9.913   | 7,42 %  | 19.810  | 6,09 %  |
| Land                       | 123.646 | 92,58 % | 305.246 | 93,91 % |